# 박태남
박태남(朴泰男, 1959년 5월 19일 ~ 2017년 2월 22일)은 대한민국 KBS의 아나운서였으며, 주로 KBS의 뉴스 프로그램을 위주의 앵커로 진행해왔다.

## 학력
- 1978년 ~ 1984년 : 명지대학교 영어영문학과 졸업 (1978학번)

## 경력
| 연도      | 사항                                        |
| --------- | ------------------------------------------- |
| 1982~1984 | KBS대구방송총국 아나운서                    |
| 1984~1986 | KBS전주방송총국 아나운서                    |
| 1986~1987 | KBS제주방송총국 13기 공채 아나운서          |
| 1987~2000 | KBS 서울본국 본사 복귀 이후 근무            |
| 2000~2001 | KBS부산방송총국 아나운서부 아나운서담당부장 |
| 2005      | KBS 한국어방송팀 아나운서                   |
| 2008      | KBS 아나운서 팀장                           |

- 1982년 KBS대구방송총국 데뷔 입사 하였다.
- 1984년 KBS전주방송총국 데뷔 입사 이전 하였다.
- 1986년 KBS 한국방송 아나운서 KBS제주방송총국 지역근무 이후 정식 데뷔 이전 하였다.
- 1987년 KBS 한국방송 아나운서 KBS 서울 본국 이전 하였다.
- 아나운서실장 시절 남자 아나운서였던 前 전현무, 한석준 (이상 2명 전직 및 프리랜서) 등의 KBS 후배 아나운서들에게 연예 · 시사 프로그램 등의 MC 기회를 줘 아나운서들의 업무 범위를 확대하는데 일조를 한 것으로 보인다.

## 진행
| 연도      | 방송사        | 제목                       | 담당     | 비고                             |
| --------- | ------------- | -------------------------- | -------- | -------------------------------- |
|           | KBS2          | 중학생 퀴즈                | 진행     |                                  |
| 1992~1993 | KBS1          | KBS 지역권뉴스             | 진행     |                                  |
| 1992~1993 | KBS1          | KBS 저녁뉴스               | 진행     |                                  |
| 1997~2001 | KBS 제1라디오 | KBS 제1라디오 저녁종합뉴스 | 진행     |                                  |
| 2004~2012 | KBS 제1라디오 | KBS 제1라디오 저녁종합뉴스 | 진행     | 생전 마지막 라디오 뉴스 프로그램 |
| 2000~2001 | KBS부산 1TV   | KBS 뉴스광장 부산          | 진행     |                                  |
| 2001      | KBS1          | KBS 뉴스네트워크           | 진행     |                                  |
| 2003~2004 | KBS1          | KBS 뉴스네트워크           | 진행     | 생전 마지막 TV 뉴스 프로그램     |
| 2001~2002 | KBS2          | KBS 뉴스 (1800)            | 진행     |                                  |
| 2004~2012 | KBS 제1라디오 | KBS 제1라디오 저녁종합뉴스 | 진행     | 생전 라디오 뉴스 프로그램        |
| 1997~2002 | KBS 제1라디오 | 경제가 보인다              | 진행     | 생전 마지막 라디오 프로그램      |
| 2003~2008 | KBS 제1라디오 | KBS 뉴스와이드 2부         | 진행     |                                  |
| 2010      | KBS 제1라디오 | 박태남의 집중인터뷰        | 진행     | 생전 마지막 라디오 프로그램      |
| 2012~2016 | KBS 제1라디오 | KBS 제1라디오 정오종합뉴스 | 진행     | 생전 마지막 라디오 뉴스 프로그램 |
| 2014~2015 | KBS 제3라디오 | 내일은 푸른하늘            | 진행     | 생전 마지막 라디오 프로그램      |
| 2014      | KBS1          | KBS 뉴스 7                 | 임시진행 | 생전 마지막 TV 뉴스 프로그램     |
| 2014~2016 | KBS1          | KBS 뉴스 옴부즈맨          | 진행     | 생전 마지막 TV 프로그램          |

## 사망
2017년 2월 22일에 지병인 위암과 직장암으로 별세했다.